# Nathan Smith (Tennisspieler)
Nathan Smith  war ein US-amerikanischer Tennisspieler.

## Biografie
1904 nahm Smith an den Olympischen Sommerspielen in St. Louis am Tenniswettbewerb teil. Dabei spielte er nur Doppel an der Seite von Joseph Charles. Sie unterlagen in der Auftaktrunde der Paarung aus Clarence Gamble und Arthur Wear in zwei Sätzen. In zwei weiteren Turnieren am Rande der Spiele ging er an den Start, gewann aber nur ein Match.